# Brigada Harel
Brigada Harel (en hebreu: חטיבת הראל) (transliterat: Hativat Harel) és una brigada de reserva de les Forces de Defensa d'Israel. Aquesta formació va ser creada el 1948 com una divisió del Palmah. Està formada per tres batallons. Aquesta unitat blindada va ser encapçalada per Yitshaq Rabbín, nomenat comandant el 15 d'abril de 1948. La Brigada Harel va ser desplegada a la zona de Jerusalem durant la Guerra àrab-israeliana de 1948, jugant un paper crític en la lluita dins i al voltant de la ciutat, incloent Operation Nachshon. Més tard va participar en la Crisi de Suez el 1956, en la Guerra dels Sis Dies el 1967 i en la Guerra de Yom Kippur el 1973.